# Kareem Abdul-Jabbar Social Justice Champion Award
De Kareem Abdul-Jabbar Social Justice Champion Award is een jaarlijkse basketbalprijs uitgereikt door de National Basketball Association aan de spelers die stappen zetten in de strijd voor sociale rechtvaardigheid. De prijs werd in 2021 ingesteld en vernoemd naar Kareem Abdul-Jabbar, een zesvoudig NBA-kampioen wiens betrokkenheid bij sociale kwesties teruggaat tot de burgerrechtenbeweging. Alle 30 teams nomineren een speler van hun rooster om de Kareem Abdul-Jabbar Social Justice Champion te worden, waarna de finalisten en winnaar worden gekozen door een comité bestaande uit NBA-legendes, leidinggevenden van de competitie en leiders op het gebied van sociale rechtvaardigheid. De winnaar kiest een organisatie die namens hen een bijdrage van $100.000 ontvangt. De andere vier finalisten kiezen een organisatie die 25.000 dollar ontvangt. Carmelo Anthony was in 2021 de eerste speler die de prijs kreeg, hij werd opgevolgd in 2022 door Reggie Bullock.

## Winnaars
| Jaar    | Speler             | Positie | Ploeg                  |
| ------- | ------------------ | ------- | ---------------------- |
| 2020/21 | Carmelo Anthony    | Forward | Portland Trail Blazers |
| 2021/22 | Reggie Bullock     | Forward | Dallas Mavericks       |
| 2022/23 | Stephen Curry      | Guard   | Golden State Warriors  |
| 2023/24 | Karl-Anthony Towns | Guard   | Minnesota Timberwolves |
| 2024/25 | Jrue Holiday       | Guard   | Boston Celtics         |

## Winnaars per club
| Aantal | Club                   | Jaar |
| ------ | ---------------------- | ---- |
| 1      | Portland Trail Blazers | 2021 |
| 1      | Dallas Mavericks       | 2022 |
| 1      | Golden State Warriors  | 2023 |
| 1      | Minnesota Timberwolves | 2024 |
| 1      | Boston Celtics         | 2025 |